# Coupe Gambardella
Pour les articles homonymes, voir Gambardella.
La Coupe Gambardella, appelée Coupe Gambardella Crédit Agricole pour des raisons de parrainage, est une épreuve organisée par la Fédération française de football (FFF) ouverte aux équipes de moins de 18 ans (U18 en termes FIFA) des clubs de football français.

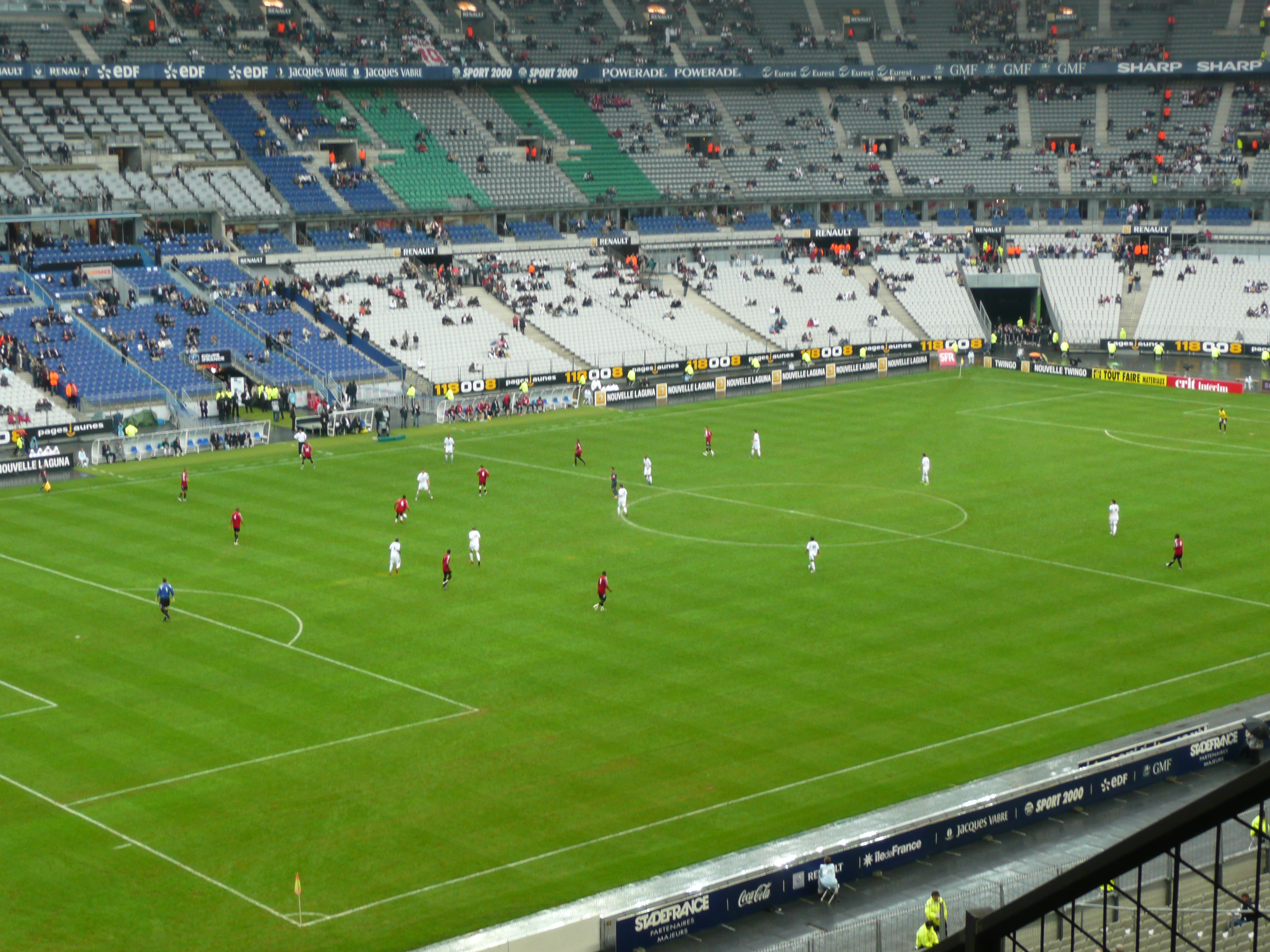
Finale de l'édition 2007-2008 entre le Stade rennais et les Girondins de Bordeaux, au Stade de France (3-0).

C'est l'occasion pour les jeunes espoirs de démontrer leurs qualités et de s'aguerrir dans une compétition nationale très relevée. Une victoire en finale de la Coupe Gambardella est autant recherchée par les jeunes joueurs qui espèrent entamer leur carrière en catégorie séniors que par les clubs qui espèrent ainsi démontrer leur capacité à former des jeunes talents.

## Histoire
La Coupe Gambardella succède à la Coupe nationale des juniors organisée entre 1937 et 1939. Elle est baptisée en l’honneur d'Emmanuel Gambardella, président de la Fédération française de football de 1949 à 1953, qui fut l'un des initiateurs de la compétition durant son mandat. La première édition est organisée durant la saison 1954-1955. Cette coupe est initialement réservée aux équipes juniors de clubs professionnels. L'admission est étendue à tous les clubs pros et amateurs à partir de l'édition 1955-1956.
Pour la finale de l'édition 1968, après une égalité 2-2 entre le FC Martigues et Reims, le club martégal remporte l'épreuve au bénéfice de la moyenne d'âge des joueurs, plus faible que celle des Rémois.
Lors de l'édition 1972-1973, la finale devant se jouer à Paris a finalement lieu au Stade de Penvillers à Quimper notamment car les deux clubs finalistes sont des clubs bretons, les clubs de Rennes et de Brest. Depuis l'édition 1997-1998, la finale se joue au Stade de France à l'exception de l'édition 2023-2024 disputée au stade Pierre-Mauroy.
Jusqu'à l'édition 1995-1996, seuls les joueurs fêtant leurs 20 ans après le 1er août de l'année de la finale sont admis à participer. En 1996 deux changement majeurs interviennent : le passage de la catégorie des moins de 20 ans à celle des moins de 17 ans, et le relèvement international de la limite d'âge du 1er août au 1er janvier. Ainsi, pour l'édition 1996-1997, seuls les joueurs nés après le 1er janvier 1979 sont admis à participer. De 1996 à 2002, la compétition concerne donc les actuels U18 (à l'époque dénommés « moins de 17 ans » puis « 17 ans ») ainsi que les catégories d'âge inférieur. À partir de la saison 2002-2003, suivant les modifications des catégories d'âge dans les championnats nationaux, la compétition concerne l'actuelle catégorie U19 (nommée 18 ans jusqu'en 2009). Le 1er juin 2018, après 16 ans en catégorie U19, il est voté un passage à la catégorie U18 à partir de la saison 2019-2020.

## Déroulement de l'épreuve
La Coupe Gambardella se déroule tout au long de la saison et est constituée, à l'instar de la Coupe de France, de deux phases : une phase régionale puis une phase nationale. Elle commence en septembre pour les tours régionaux, avec les clubs de districts puis avec ceux évoluant en divions régionales, se poursuit en décembre avec le niveau fédéral qui voit l'entrée des clubs U19 nationaux et s'achève le même jour que la finale de la Coupe de France. En cas d'égalité à l'issue du temps réglementaire, il n'y a pas de prolongation et les équipes sont départagées aux tirs au but. Les demi-finales ont lieu sur terrain neutre alors que la finale se dispute au Stade de France, en lever de rideau de la finale de la Coupe de France. 
- Phase préliminaire (le nombre de tours varie selon les ligues)
  - Entrée des clubs départementaux
  - Entrée des clubs U18 régionaux
  - Finales régionales

- Phase finale (7 tours)
  - 1er tour fédéral : entrée des clubs U19 nationaux
  - 32e de finale
  - 16e de finale
  - 8e de finale
  - 1/4 de finale
  - 1/2 finale
  - Finale

## Palmarès

### Coupe nationale des juniors (1937-1939)
| Année | Vainqueur (titres) | Score | Finaliste              |
| 1937  | SC Schiltigheim    | 1-0   | Olympique de Marseille |
| 1938  | FC Rouen           | 1-0   | US Rouet               |
| 1939  | FCO Charleville    | 4-0   | Stade rennais UC       |

### Coupe Gambardella (1954-)
| Édition | Année | Vainqueur                                                | Score                                                    | Finaliste                                                |
| ------- | ----- | -------------------------------------------------------- | -------------------------------------------------------- | -------------------------------------------------------- |
| 1re     | 1955  | AS Cannes (1)                                            | 3 - 0                                                    | Lille OSC                                                |
| 2e      | 1956  | AS troyenne et savinienne (1)                            | 2 - 1                                                    | Stade de Reims                                           |
| 3e      | 1957  | RC lensois (1)                                           | 3 - 0                                                    | AS troyenne et savinienne                                |
| 4e      | 1958  | RC lensois (2)                                           | 2 - 1                                                    | AS Saint-Étienne                                         |
| 5e      | 1959  | RC Paris (1)                                             | 1 - 0                                                    | SM Caen                                                  |
| 6e      | 1960  | LOSC Lille (1)                                           | 1 - 0                                                    | US quevillaise                                           |
| 7e      | 1961  | Nîmes Olympique (1)                                      | 2 - 0                                                    | CO Joinville                                             |
| 8e      | 1962  | AS Monaco (1)                                            | 2 - 1                                                    | FC Metz                                                  |
| 9e      | 1963  | AS Saint-Étienne (1)                                     | 3 - 1                                                    | CASG Paris                                               |
| 10e     | 1964  | Stade de Reims (1)                                       | 4 - 3                                                    | AS Saint-Étienne                                         |
| 11e     | 1965  | RC Strasbourg (1)                                        | 3 - 2                                                    | AS Aix-en-Provence                                       |
| 12e     | 1966  | Nîmes Olympique (2)                                      | 3 - 2                                                    | SC Toulon                                                |
| 13e     | 1967  | US Quevilly (1)                                          | 2 - 1                                                    | Stade de Paris FC                                        |
| 14e     | 1968  | FC Martigues (1)                                         | 2 - 2                                                    | Stade de Reims                                           |
| 15e     | 1969  | Nîmes Olympique (3)                                      | 3 - 0                                                    | ES Viry-Châtillon                                        |
| 16e     | 1970  | AS Saint-Étienne (2)                                     | 3 - 3 (5 - 4)                                            | Olympique lyonnais                                       |
| 17e     | 1971  | Olympique lyonnais (1)                                   | 2 - 1                                                    | AS Saint-Étienne                                         |
| 18e     | 1972  | AS Monaco (2)                                            | 2 - 1                                                    | US Toulouse                                              |
| 19e     | 1973  | Stade rennais FC (1)                                     | 1 - 1 (6 - 5)                                            | AS Brest                                                 |
| 20e     | 1974  | FC Nantes (1)                                            | 4 - 1                                                    | AS Nancy-Lorraine                                        |
| 21e     | 1975  | FC Nantes (2)                                            | 1 - 1 (6 - 5)                                            | FC Sochaux-Montbéliard                                   |
| 22e     | 1976  | Girondins de Bordeaux (1)                                | 3 - 0                                                    | ES Viry-Châtillon                                        |
| 23e     | 1977  | Nîmes Olympique (4)                                      | 3 - 1                                                    | Stade de Reims                                           |
| 24e     | 1978  | INF Vichy (1)                                            | 3 - 1                                                    | Paris Saint-Germain                                      |
| 25e     | 1979  | Olympique de Marseille (1)                               | 2 - 0                                                    | RC Lens                                                  |
| 26e     | 1980  | INF Vichy (2)                                            | 1 - 0                                                    | FC Metz                                                  |
| 27e     | 1981  | FC Metz (1)                                              | 1 - 0                                                    | OGC Nice                                                 |
| 28e     | 1982  | AJ Auxerre (1)                                           | 6 - 3                                                    | AS Nancy-Lorraine                                        |
| 29e     | 1983  | FC Sochaux-Montbéliard (1)                               | 1 - 0                                                    | RC Lens                                                  |
| 30e     | 1984  | Stade lavallois (1)                                      | 0 - 0 (4 - 2)                                            | Montpellier PSC                                          |
| 31e     | 1985  | AJ Auxerre (2)                                           | 3 - 0                                                    | Montpellier PSC                                          |
| 32e     | 1986  | AJ Auxerre (3)                                           | 0 - 0 (9 - 7)                                            | FC Nantes                                                |
| 33e     | 1987  | RC Paris (2)                                             | 2 - 1                                                    | FC Grenoble Dauphiné                                     |
| 34e     | 1988  | INF Vichy (3)                                            | 1 - 0                                                    | AS Beauvais                                              |
| 35e     | 1989  | Le Havre AC (1)                                          | 0 - 0 (4 - 2)                                            | Paris Saint-Germain                                      |
| 36e     | 1990  | Brest Armorique FC (1)                                   | 3 - 1                                                    | FC Grenoble Dauphiné                                     |
| 37e     | 1991  | Paris Saint-Germain (1)                                  | 1 - 1 (3 - 1)                                            | AJ Auxerre                                               |
| 38e     | 1992  | RC Lens (3)                                              | 1 - 0                                                    | Olympique lyonnais                                       |
| 39e     | 1993  | AJ Auxerre (4)                                           | 1 - 0                                                    | RC Lens                                                  |
| 40e     | 1994  | Olympique lyonnais (2)                                   | 5 - 0                                                    | SM Caen                                                  |
| 41e     | 1995  | AS Cannes (2)                                            | 2 - 0                                                    | RC Lens                                                  |
| 42e     | 1996  | Montpellier HSC (1)                                      | 1 - 0                                                    | FC Nantes Atlantique                                     |
| 43e     | 1997  | Olympique lyonnais (3)                                   | 1 - 1 (5 - 4)                                            | Montpellier HSC                                          |
| 44e     | 1998  | AS Saint-Étienne (3)                                     | 1 - 1 (5 - 3)                                            | Paris Saint-Germain                                      |
| 45e     | 1999  | AJ Auxerre (5)                                           | 0 - 0 (5 - 4)                                            | AS Saint-Étienne                                         |
| 46e     | 2000  | AJ Auxerre (6)                                           | 1 - 0                                                    | LOSC Lille                                               |
| 47e     | 2001  | FC Metz (2)                                              | 2 - 0                                                    | SM Caen                                                  |
| 48e     | 2002  | FC Nantes Atlantique (3)                                 | 1 - 0                                                    | OGC Nice                                                 |
| 49e     | 2003  | Stade rennais FC (2)                                     | 4 - 1                                                    | RC Strasbourg                                            |
| 50e     | 2004  | Le Mans UC 72 (1)                                        | 2 - 0                                                    | Nîmes Olympique                                          |
| 51e     | 2005  | Toulouse FC (1)                                          | 6 - 2                                                    | Olympique lyonnais                                       |
| 52e     | 2006  | RC Strasbourg (2)                                        | 3 - 1                                                    | Olympique lyonnais                                       |
| 53e     | 2007  | FC Sochaux-Montbéliard (2)                               | 2 - 2 (5 - 4)                                            | AJ Auxerre                                               |
| 54e     | 2008  | Stade rennais FC (3)                                     | 3 - 0                                                    | Girondins de Bordeaux                                    |
| 55e     | 2009  | Montpellier HSC (2)                                      | 2 - 0                                                    | FC Nantes                                                |
| 56e     | 2010  | FC Metz (3)                                              | 1 - 1 (4 - 3)                                            | FC Sochaux-Montbéliard                                   |
| 57e     | 2011  | AS Monaco (3)                                            | 1 - 1 (4 - 3)                                            | AS Saint-Étienne                                         |
| 58e     | 2012  | OGC Nice (1)                                             | 2 - 1                                                    | AS Saint-Étienne                                         |
| 59e     | 2013  | Girondins de Bordeaux (2)                                | 1 - 0                                                    | CS Sedan Ardennes                                        |
| 60e     | 2014  | AJ Auxerre (7)                                           | 2 - 0                                                    | Stade de Reims                                           |
| 61e     | 2015  | FC Sochaux-Montbéliard (3)                               | 2 - 0                                                    | Olympique lyonnais                                       |
| 62e     | 2016  | AS Monaco (4)                                            | 3 - 0                                                    | RC Lens                                                  |
| 63e     | 2017  | Montpellier HSC (3)                                      | 1 - 1 (5 - 4)                                            | Olympique de Marseille                                   |
| 64e     | 2018  | ES Troyes AC (1)                                         | 2 - 1                                                    | Tours FC                                                 |
| 65e     | 2019  | AS Saint-Étienne (4)                                     | 2 - 0                                                    | Toulouse FC                                              |
| 66e     | 2020  | Compétition arrêtée en raison de la pandémie de Covid-19 | Compétition arrêtée en raison de la pandémie de Covid-19 | Compétition arrêtée en raison de la pandémie de Covid-19 |
| 67e     | 2021  | Compétition arrêtée en raison de la pandémie de Covid-19 | Compétition arrêtée en raison de la pandémie de Covid-19 | Compétition arrêtée en raison de la pandémie de Covid-19 |
| 68e     | 2022  | Olympique lyonnais (4)                                   | 1 - 1 (5 - 3)                                            | SM Caen                                                  |
| 69e     | 2023  | AS Monaco (5)                                            | 4 - 2                                                    | Clermont Foot 63                                         |
| 70e     | 2024  | Olympique de Marseille (2)                               | 4 - 1                                                    | AS Nancy-Lorraine                                        |
| 71e     | 2025  | Stade rennais FC (4)                                     | 3 - 2                                                    | Dijon FCO                                                |

## Bilan de la compétition

### Titres et finales
| Édition | Clubs                     | Vainqueur                                    | Finaliste                              | Finales disputées |
| ------- | ------------------------- | -------------------------------------------- | -------------------------------------- | ----------------- |
| 1       | AJ Auxerre                | 7 (1982, 1985, 1986, 1993, 1999, 2000, 2014) | 2 (1991, 2007)                         | 9                 |
| 2       | AS Monaco                 | 5 (1962, 1972, 2011, 2016, 2023)             | 0                                      | 5                 |
| 3       | AS Saint-Étienne          | 4 (1963, 1970, 1998, 2019)                   | 6 (1958, 1964, 1971, 1999, 2011, 2012) | 10                |
| 4       | Olympique lyonnais        | 4 (1971, 1994, 1997, 2022)                   | 5 (1970, 1992, 2005, 2006, 2015)       | 9                 |
| 5       | Nîmes Olympique           | 4 (1961, 1966, 1969, 1977)                   | 1 (2004)                               | 5                 |
| 6       | Stade rennais FC          | 4 (1973, 2003, 2008, 2025)                   | 0                                      | 4                 |
| 7       | RC Lens                   | 3 (1957, 1958, 1992)                         | 5 (1979, 1983, 1993, 1995, 2016)       | 8                 |
| 7       | FC Nantes                 | 3 (1974, 1975, 2002)                         | 3 (1986, 1996, 2009)                   | 6                 |
| 9       | Montpellier HSC           | 3 (1996, 2009, 2017)                         | 3 (1984, 1985, 1997)                   | 6                 |
| 9       | FC Metz                   | 3 (1981, 2001, 2010)                         | 2 (1962, 1980)                         | 5                 |
| 11      | FC Sochaux-Montbéliard    | 3 (1983, 2007, 2015)                         | 2 (1975, 2010)                         | 5                 |
| 11      | INF Vichy                 | 3 (1978, 1980, 1988)                         | 0                                      | 3                 |
| 13      | RC Strasbourg             | 2 (1965, 2006)                               | 1 (2003)                               | 3                 |
| 13      | Girondins de Bordeaux     | 2 (1976, 2013)                               | 1 (2008)                               | 3                 |
| 13      | Olympique de Marseille    | 2 (1979, 2024)                               | 1 (2017)                               | 3                 |
| 16      | RC Paris                  | 2 (1959, 1987)                               | 0                                      | 2                 |
| 16      | AS Cannes                 | 2 (1955, 1995)                               | 0                                      | 2                 |
| 18      | Stade de Reims            | 1 (1964)                                     | 4 (1956, 1968, 1977, 2014)             | 5                 |
| 19      | Paris Saint-Germain       | 1 (1991)                                     | 3 (1978, 1989, 1998)                   | 4                 |
| 20      | LOSC Lille                | 1 (1960)                                     | 2 (1955, 2000)                         | 3                 |
| 20      | OGC Nice                  | 1 (2012)                                     | 2 (1981, 2002)                         | 3                 |
| 20      | Toulouse FC               | 1 (2005)                                     | 2 (1972, 2019)                         | 3                 |
| 23      | AS troyenne et savinienne | 1 (1956)                                     | 1 (1957)                               | 2                 |
| 23      | US Quevilly               | 1 (1967)                                     | 1 (1960)                               | 2                 |
| 25      | FC Martigues              | 1 (1968)                                     | 0                                      | 1                 |
| 25      | Stade lavallois MFC       | 1 (1984)                                     | 0                                      | 1                 |
| 25      | Le Havre AC               | 1 (1989)                                     | 0                                      | 1                 |
| 25      | Stade brestois 29         | 1 (1990)                                     | 0                                      | 1                 |
| 25      | Le Mans FC                | 1 (2004)                                     | 0                                      | 1                 |
| 25      | ES Troyes AC              | 1 (2018)                                     | 0                                      | 1                 |

### Doublé Coupe de France – Coupe Gambardella
La Coupe Gambardella et la Coupe de France sont deux compétitions très similaires. En effet, la Gambardella, dont la finale se joue traditionnellement en lever de rideau de la finale de la Coupe de France, en est l'équivalent pour les moins de 18 ans. Les doublés ont donc une saveur toute particulière pour les clubs. Le tableau suivant répertorie toutes les années ou les deux finales de coupes avaient un participant commun.
| Année | Club                     | Gambardella | Coupe de France |
| ----- | ------------------------ | ----------- | --------------- |
| 1955  | Lille OSC                | Défaite     | Victoire        |
| 1956  | AS Troyes                | Victoire    | Défaite         |
| 1961  | Nîmes Olympique          | Victoire    | Défaite         |
| 1970  | AS Saint-Étienne         | Victoire    | Victoire        |
| 1971  | Olympique lyonnais       | Victoire    | Défaite         |
| 1977  | Stade de Reims           | Défaite     | Défaite         |
| 1998  | Paris Saint-Germain FC   | Défaite     | Victoire        |
| 2007  | FC Sochaux-Montbéliard   | Victoire    | Victoire        |
| 2013  | FC Girondins de Bordeaux | Victoire    | Victoire        |

### Statistiques et records

#### Finales
- Plus grand nombre de victoires : 7 victoires
  - AJ Auxerre (1982, 1985, 1986, 1993, 1999, 2000 et 2014)
- Plus grand nombre de finales : 10 finales
  - AS Saint-Étienne (1958, 1963, 1964, 1970, 1971, 1998, 1999, 2011, 2012 et 2019)
- Plus grand nombre de défaites en finales : 6 défaites
  - AS Saint-Étienne (1958, 1964, 1971, 1999, 2011 et 2012)
- Plus grand nombre de victoires consécutives : 2 victoires
  - 2 fois : AJ Auxerre (1985, 1986 et 1999, 2000)
  - 1 fois : RC Lens (1957 et 1958) et FC Nantes (1974 et 1975)
- Plus grand nombre de finales consécutives : 2 finales
  - 4 fois : AS Saint-Étienne (1963, 1964 ; 1970, 1971 ; 1998, 1999; 2011, 2012)
  - 2 fois : AJ Auxerre (1985, 1986 et 1999, 2000), RC Lens (1957, 1958 et 1992, 1993), Olympique lyonnais (1970, 1971 et 2005, 2006) et Montpellier HSC (1984, 1985 et 1996, 1997)
  - 1 fois : FC Nantes (1974 et 1975) et FC Metz (1980 et 1981) AS Troyes Sainte-Savine (1956 et 1957)
- Plus grand nombre de défaites consécutives : 2 défaites
  - Olympique lyonnais (2005 et 2006)
  - AS Saint-Etienne (2011 et 2012)
  - Montpellier HSC (1984 et 1985)
- Plus grand nombre de victoires pour une ligue régionale : 10 victoires
  - Provence-Alpes-Côte d'Azur (AS Monaco (5 fois), AS Cannes (2 fois), OGC Nice, Olympique de Marseille et FC Martigues)
- Plus grand écart : +5
  - Olympique lyonnais – SM Caen (5-0 en 1994)
- Plus grand nombre de buts : 9 buts
  - AJ Auxerre – AS Nancy-Lorraine (6-3 en 1982)
- Plus grand nombre de buts marqués par le vainqueur : 6 buts
  - AJ Auxerre – AS Nancy-Lorraine (6-3 en 1982)
  - Toulouse FC – Olympique lyonnais (6-2 en 2005)
- Plus grand nombre de buts marqués par le perdant : 3 buts
  - Stade de Reims – AS Saint-Étienne (4-3 en 1964)
  - AJ Auxerre – AS Nancy-Lorraine (6-3 en 1982)
- Entraîneur le plus titré : 4 fois
  - Daniel Rolland avec l'AJ Auxerre (1982, 1985, 1986 et 1993)

#### Parcours
- L'AS Cannes (en 1995) et le Stade rennais FC (en 2008) ont réussi à gagner la Coupe Gambardella sans encaisser le moindre but, des 64e de finale à la finale.

## Identité visuelle

Logo de la Coupe Gambardella dans les années 2010
Logo de la Coupe Gambardella depuis 2018